# Воєнний репортаж
Воєнний репортаж — це різновид журналістики, який зосереджений на висвітленні новин і подій, пов'язаних із військовими діями та конфліктами. Його відносять до найскладніших журналістських жанрів, в якому мальовничо, у найбільш яскравих деталях та одночасно коротко, документально точно відображена конкретна дійсність, правдиві факти і люди, безпосередньо, з місця події.
Він може приймати різні форми, включаючи статті новин, документальні фільми, радіопередачі та повідомлення в соціальних мережах. Репортери, які висвітлюють воєнні події, повинні бути поінформовані про військову тактику, техніку та стратегію, а також про політичний та соціальний контекст, у якому відбувається конфлікт.

## Особливості воєнного репортажу
Точність.
Воєнний репортаж, перш за все, вимагає точного повідомлення фактів, цифр і деталей військових операцій. Журналіст повинен переконатися, що подана інформація є правильною та перевіреною. 
Об’єктивність.
Воєнний репортаж має бути об’єктивним, а журналіст не повинен ставати на бік будь-якого конфлікту. Співробітники ЗМІ повинні подавати інформацію нейтрально та неупереджено.
Своєчасність.
Воєнний репортаж має бути своєчасним, а журналіст має повідомляти про події якнайшвидше. Це важливо, оскільки військові операції можуть швидко змінюватися, а затримка звітності може призвести до застарілої інформації.
Поглибленість.
Воєнний репортаж часто вимагає поглибленого звіту, який може включати інтерв’ю з військовими чиновниками, солдатами та цивільними особами, які постраждали від конфлікту.
Обмеження доступу.
Воєнний репортаж також може бути складним через обмеження доступу, накладеними військовою адміністрацією. Журналістам може знадобитися отримати спеціальні дозволи на доступ до певних місць або подій, і їм може бути заборонено повідомляти певну інформацію з міркувань безпеки.
Заходи безпеки.
Воєнні репортажі можуть бути небезпечними, тому журналісти повинні вживати заходів безпеки, щоб уникнути поранень або загибелі. Їм може знадобитися носити захисне спорядження, таке як шоломи та бронежилети, і дотримуватися суворих протоколів під час поїздок у зони конфлікту та звітування них.

## Мета
Загалом воєнний репортаж вимагає високого рівня майстерності, знань і відданості від журналістів, які прагнуть надавати точні, об’єктивні та своєчасні репортажі про військові операції та конфлікти. Крім того, військовий репортаж може мати значний вплив на громадську думку та політику. Через свої репортажі журналісти можуть формувати те, як люди розуміють і сприймають військові конфлікти та операції. Це, у свою чергу, може вплинути на прийняття політичних рішень і громадську підтримку військових дій.

## Важливість
Також, воєнний репортаж також може висвітлити досвід солдат і цивільних осіб, які постраждали від війни та конфлікту. Розповідаючи свої історії та документуючи свій досвід, журналісти можуть представити людський погляд на реалії війни та вплив, який вона має на окремих людей і громади. Однак важливо зазначити, що військовий репортаж також може бути об’єктом пропаганди та маніпуляцій. Уряди та військові сили можуть намагатися контролювати або маніпулювати розповідями про військові події, і журналісти повинні залишатися пильними, щоб переконатися, що їхні репортажі залишаються точними та неупередженими.
Воєнний репортаж є складною, але важливою формою журналістики, яка відіграє вирішальну роль в інформуванні громадськості про військові конфлікти та операції. Це вимагає глибокого розуміння військової справи, відданості точності та неупередженості, а також сміливості повідомляти про небезпечні та складні ситуації. Забезпечуючи точне та неупереджене висвітлення військових подій, журналісти можуть сприяти прозорості, підзвітності та розумінню громадськістю реалій війни та конфлікту.